# Sarah Baartman

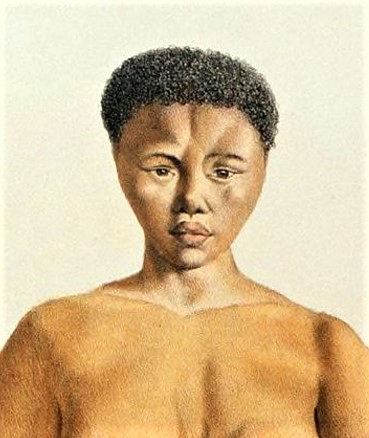
Sarah Baartman (um 1815)

Sarah „Saartjie“ Baartman (* um 1789 in Südafrika; † 29. Dezember 1815 in Paris) war eine Khoikhoi, die aufgrund ihrer anatomischen Besonderheit (Fettsteiß) im Jahr 1810 als junge Frau nach Europa verbracht und dort ausgestellt wurde. Sie gelangte in Großbritannien als Hottentot Venus und in Frankreich als Vénus hottentote zu großer Bekanntheit. Nach ihrem Tod 1815 wurde sie seziert und partiell konserviert.

## Biographie

### Herkunft
Dank der Archivarbeiten von Pamela Scully und Clifton Crais ist vor allem die frühe Biographie Sarah Baartmans sehr viel deutlicher geworden. Sie wurde in Camdeboo („grünes Tal“) in eine Familie von Khoikhoi – in der Kolonialliteratur als „Hottentotten“ bezeichnet – geboren. Dort lebte sie bis zu dessen Tod auf der Farm Baartman’s Fonteyn von David Fourie und zog dann mit ihrer Familie in die Nähe des Gamtoos River auf die Farm eines Cornelius Muller, der Sarah 1795 oder 1796 dem freien Schwarzen Pieter Cesars verkaufte. Dieser war Angestellter eines reichen Kaufmanns in Kapstadt, in dessen Haus Sarah arbeitete. Nach seinem Tod zog sie 1799 zu Pieter und 1803 zu dessen Bruder Hendrik Cesars. In dieser Zeit lernte Saartjie, wie sie mit dem Diminutiv von Sarah genannt wurde, Hendrik van Jong, Trommler in der niederländischen Armee, kennen und lebte mit ihm, bis er wieder nach Europa zurückkehrte, nahezu zwei Jahre zusammen. Von ihm bekam sie ihr zweites Kind, das wie ihr erstes nach der Geburt starb. Weil er in wirtschaftlichen Schwierigkeiten war, brachte ihr Arbeitgeber Sarah dazu, gegen Geld im örtlichen Militärhospital vor Seeleuten und Soldaten als „Hottentottenvenus“ aufzutreten. Dort fiel sie dem Arzt Alexander Dunlop auf, der ebenfalls Geldprobleme hatte. Er kam auf die Idee, Sarah in Europa auftreten zu lassen. Am 7. April 1810 verließen er, Hendrik und Sarah Südafrika auf der HMS Diadem in Richtung London.

### London
In London trat Sarah Baartman als Hottentot Venus auf. Im September 1810 bekamen Mitglieder der oberen Gesellschaftsschicht Privatvorführungen geboten. Ab Oktober trat Baartman öffentlich auf, wobei sie tanzte, sang und das Saiteninstrument Ramkie spielte. Ihre besondere Attraktivität beruhte auf der Europäern als exotisch und erotisch erscheinenden Körperform, auf ihren sehr ausgeprägten Gesäßbacken (Steatopygie) sowie auf dem Gerücht, die inneren Schamlippen (Labia minora) seien lang herabhängend („Hottentottenschürze“). Die Vorstellung wurde als sittenwidrig angezeigt, außerdem verstoße sie gegen das seit 1807 bestehende Verbot des Sklavenhandels. Die African Institution unter Zachary Macaulay (dem Vater des Historikers Thomas Babington Macaulay) erbot sich, Sarah Baartman in ihre Heimat zurückzubringen. Das lehnte sie jedoch ab. Es ist unbekannt, ob sie unter Druck gesetzt wurde, ob sie eine Heimkehr ins Kapland fürchtete, weil ihr Volk dort mit an Genozid grenzender Härte verfolgt wurde, ob sie an ihren Bühnenauftritten auch Spaß gefunden hatte oder welche genauen Gründe zusammenkamen. Bei der Gerichtsverhandlung, die auf Niederländisch geführt wurde, gab sie an, keinerlei Zwang ausgesetzt zu sein und dass ihr die Hälfte des Gewinns aus der Show versprochen worden war.

### Englische Provinz
Nach dieser aufsehenerregenden gerichtlichen Überprüfung, die mit der Warnung an den Impresario schloss, Sarah Baartman nicht weiterhin unziemlich zur Schau zu stellen, war an weitere Auftritte in London nicht zu denken, Hendrik Cesars zog mit seinem „Freak“ durch die englische Provinz. Am 1. Dezember 1811 wurde Sarah Baartman von Reverend Joshua Brooks mit schriftlicher Genehmigung des Bischofs von Chester in der Christus-Stifts- und Pfarrkirche in Manchester getauft.

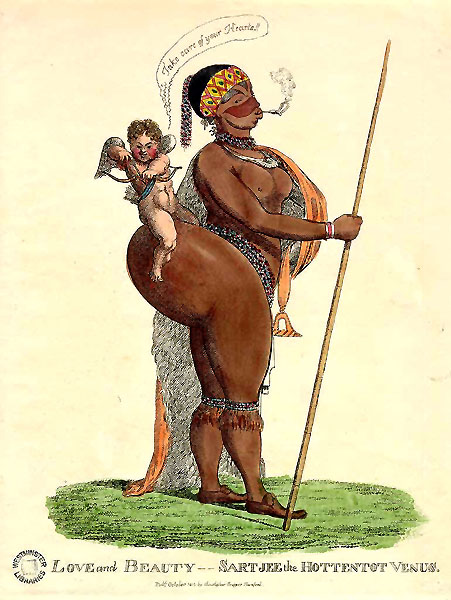
Eine Karikatur aus dem frühen 19. Jahrhundert, die anatomischen Eigenheiten übertreibend

### Paris

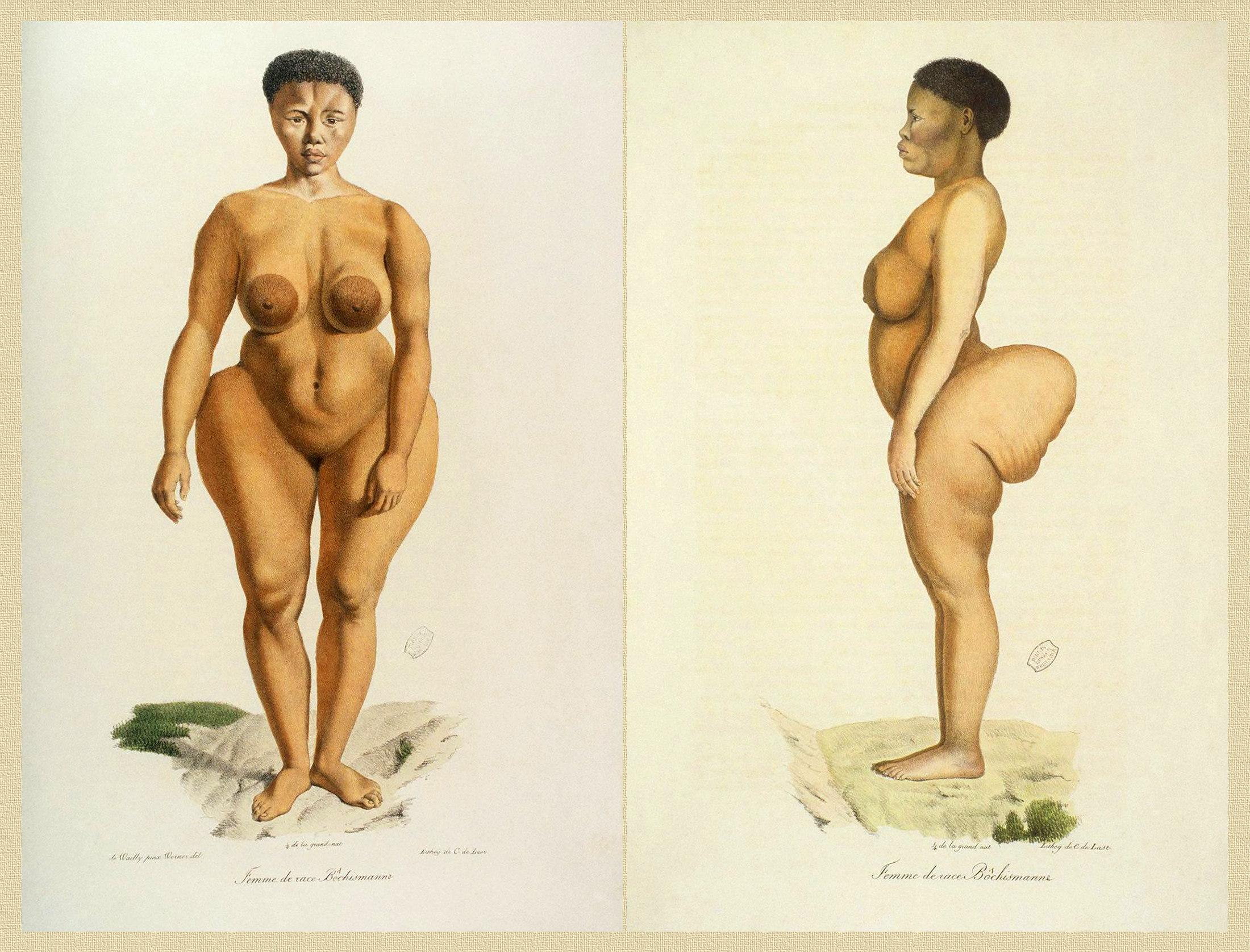
Sarah Baartman, in: Histoire Naturelle des Mammifères, Band 2, Paris 1819

Im Jahr 1814 kam sie unter einem neuen Impresario, dem Dompteur Réaux, nach Paris und erregte wiederum großes Aufsehen, diesmal vor allem bei der Wissenschaft. Im Jardin des Plantes wurde sie den versammelten Ärzten, Anatomen und Naturgeschichtlern nur an der Scham bedeckt vorgestellt und von professionellen Graphikern porträtiert. Ende 1815 starb sie, angeblich an einer Lungenentzündung.
Der Anatom Georges Cuvier führte eine Sektion durch. Skelett, Gehirn und Geschlechtsteil wurden konserviert, nachdem vom Körper ein Gipsabdruck angefertigt worden war. Der bemalte Gipsabdruck und das Skelett wurden im Muséum national d’histoire naturelle ausgestellt, aus dem später das heute im Palais de Chaillot untergebrachte Musée de l’Homme wurde.

### Nachgeschichte

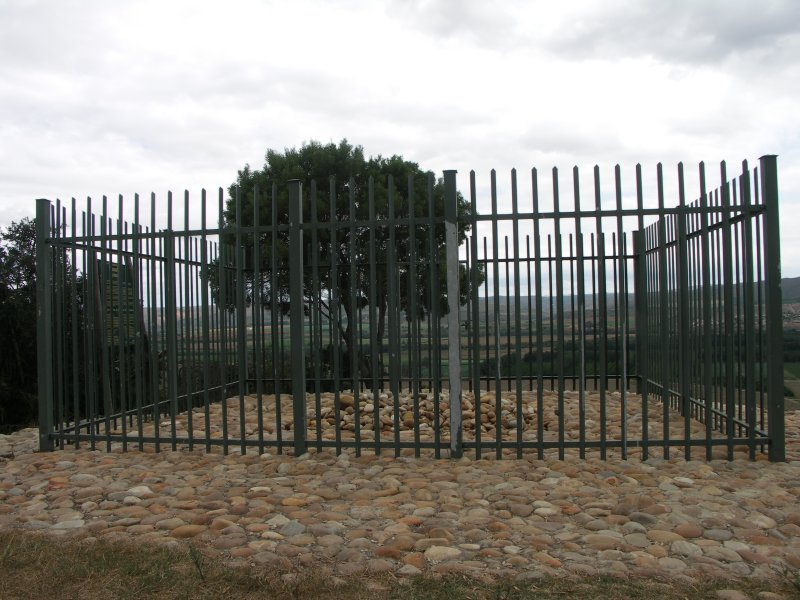
Sarah Baartmans Grab in Hankey, Ostkap, Südafrika

Erst Aufsätze von Stephen Jay Gould und Élisabeth de Fontenay rückten 1982 den Sexismus und Ethnozentrismus dieser Ausstellungspraxis ins europäische Bewusstsein. Dennoch verweigerte das akademische Establishment Frankreichs, einen Präzedenzfall befürchtend, lange die von Präsident Nelson Mandela geforderte Herausgabe der sterblichen Reste von Sarah Baartman an Südafrika. Erst im Mai 2002 erfolgte die Überführung, später die feierliche Beisetzung bei Hankey am River Gamtoos im Bereich Baviaanskloof am 9. August 2002. Der damals amtierende südafrikanische Staatspräsident Thabo Mbeki hielt die Traueransprache. Der Gipsabdruck der „Vénus hottentote“ ist weiterhin im Musée de l’Homme ausgestellt. Der Distrikt Cacadu in der südafrikanischen Provinz Ostkap, in dem sich ihr Grab befindet, wurde in „Sarah Baartman“ umbenannt.
Nicht unerheblichen Einfluss auf die Herausgabe von Sarah Baartmans sterblichen Überresten hatte das Gedicht Tribute to Sarah Baartman, geschrieben von Diana Ferrus. Eine Rolle gespielt haben mag auch der Präzedenzfall der Angehörigen des „Eskimos von New York“, Minik Wallace. Die Gebeine seiner Angehörigen mussten vom American Museum of Natural History 1993 herausgegeben und nach Grönland überführt werden, wo sie ebenfalls feierlich beigesetzt wurden.

## Rezeption
Fiktion und Film
- Suzan-Lori Parks: VENUS, a drama in 3 acts, 1990–1995
- Zola Maseko: The Life and Times of Sarah Baartman, Dokumentarfilm, 1998
- Barbara Chase-Riboud: Hottentot Venus, a novel, New York 2003
- Abdellatif Kechiche: Vénus noire, Spielfilm, 2010
- Joanna Bator: Wolkenfern. Roman. Suhrkamp, Berlin 2013, ISBN 978-3-518-42405-6 (polnisch: Chmurdalia. Warschau 2010. Übersetzt von Esther Kinsky).[3]

Theater
- Robyn Orlin: Have you hugged, kissed and respected your brown Venus today?[4]

Oper
- Hendrik Hofmeyr und Fiona Herbst komponierten die 20-minütige Oper Saartjie, sie wurde im November 2010 unter der Regie von Geoffrey Hyland in der Cape Town Opera uraufgeführt.[5]